# Bergkolibri
Bergkolibri (Oreonympha nobilis) är en fågel i familjen kolibrier.

## Utseende
Bergkolibrin är en rätt stor kolibri med slående ansiktsteckning och lång stjärt. Ovansidan är brun och undersidan vid, med brunt huvud och en svartvit kluven stjärt. Hanen har gnistrande grönt och lila på strupen, i vissa populationer även blått i pannan. Honan liknar hanen men är mattare i färgerna.

## Utbredning och systematik
Bergkolibrin förekommer i Anderna i Peru. Den delas vanligen in i två underarter med följande utbredning:
- Oreonympha nobilis albolimbata – förekommer i Anderna i västra central Peru (Huancavelica)
- Oreonympha nobilis nobilis – förekommer i Anderna i södra Peru (Cusco och Apurímac)

Sedan 2014 urskiljer Birdlife International och naturvårdsunionen IUCN albolimbata som den egna arten "västlig bergkolibri".

## Levnadssätt
Bergkolibri hittas som namnet avslöjar i bergstrakter, på mycket hög höjd. Där ses den i torra buskmarker.

## Status
IUCN bedömer hotstatusen för underarterna (eller arterna) var för sig, båda som livskraftiga.